# Португальська мова в Мозамбіку

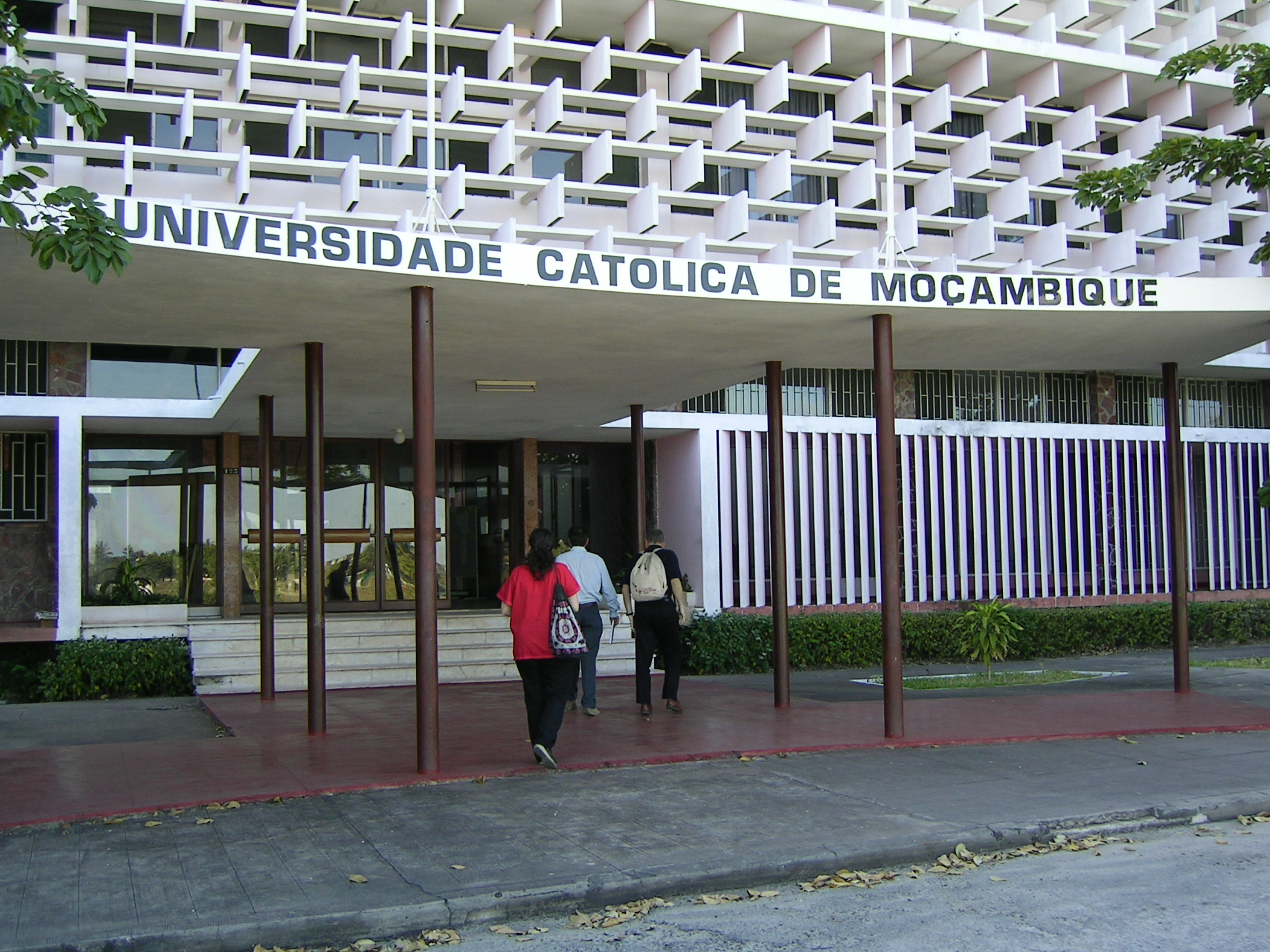
Universidade Católica de Moçambique

Португальська мова в Мозамбіку (порт. Português moçambicano) — один із національних варіантів португальської мови, єдина офіційна мова республіки Мозамбік (закріплена конституцією 1990), четверта за кількістю носіїв рідна мова в країні та основна мова населення столиці країни міста Мапуту.
Використовується з кінця XV ст. Спирається загалом на європейську португальську в письмовій нормі (до 2008), у лексиці та орфоепії, але помітні й сучасні бразильські впливи. Згідно з останнім всенародним переписом населення 2017, португальською мовою володіє близько 58,1% населення, головним чином як лінгва франка, а для 16,5% вона є рідною мовою. Останнім часом, з поширенням ЗМІ та грамотності, обидві цифри мають тенденцію до швидкого зростання. Африканські мови Мозамбіку також збагачують португальську мову в цій країні новими словами та виразами.

## Демолінгвістика
Відповідно до 1997 перепису:
- 39,6% загальної кількості мешканців володіє португальською мовою
  - У тому числі 87,0% населення столиці Мапуту.
  - У тому числі 50,4% чоловіків та 20,7% жінок.
  - У тому числі 72,4% городян та 36,6% сільських жителів.
- 6,5% жителів сказали, що вважають португальську мову рідною, з них 3,0% (489 000) - єдиною рідною мовою.
  - У тому числі 25,0% населення столиці вважають її рідною.
- 8,8% мозамбікців заявили, що використовують її як основну мову домашнього вжитку та внутрішньосімейного спілкування.
  - У тому числі 40% жителів столиці заявили, що використовують її як основну мову домашнього вжитку та внутрішньосімейного спілкування.

## Історичний та соціальний контекст
Португальська мова принесена на територію Мозамбіку наприкінці XV століття португальськими колонізаторами. Незважаючи на те, що власне португальці ніколи не становили значної частки населення країни, за винятком столиці Лоуренсу-Маркеша (сучасний Мапуту), саме він став офіційною мовою незалежного Мозамбіку через свою племінну нейтральність та довгу письмову історію. Це була спільна мова автохтонних еліт різних племен, які здобули освіту в Португалії.
Португальська мова відігравала важливу роль у риториці національно-визвольного руху країни. У сучасному Мозамбіку жодна автохтонна мова не переважає абсолютно. У перші роки після здобуття незалежності більшість португальців залишила країну. Країна також досить далека від решти Лузосфери. Цим пояснюється той факт, що кількість носіїв португальської мови в Мозамбіку впала і тривалий час залишалася на набагато нижчому, ніж в Анголі, рівні.

## Сучасний розвиток
Одним з наслідків громадянської війни було внутрішнє переміщення біженців з півночі на південь і урбанізація населення Мозамбіку, що збільшується. Ці чинники сприяли зростанню поширення португальської мови. Особливо слід описати мовну ситуацію у місті Мапуту, столиці Мозамбіку. За даними перепису 2007, вже 55,2% столичних жителів заявили, що португальська мова є їхньою основною повсякденною мовою, а 42,9% назвали її своєю рідною.  За десять років раніше таких було всього 25 %. Зростанню португальського сприяє і процес субурбанізації столиці, що набирає обертів.